# Han van Meegeren
Han van Meegeren, né Henricus Antonius van Meegeren le 10 octobre 1889 à Deventer (Overijssel) et mort le 30 décembre 1947 à Amsterdam, est un peintre, restaurateur d'œuvres d'art et faussaire néerlandais. 
Il serait l'un des faussaires en art les plus adroits du XXe siècle, ayant réussi à extorquer entre 25  et   30 millions de dollars américains aux personnes qu’il a escroquées. Sa vie est liée à la renommée de Johannes Vermeer, peintre très prisé des grands collectionneurs à partir de la fin du XIXe siècle, et dont environ trente-cinq œuvres seulement nous sont parvenues.

## Biographie
Son professeur, Bartus Korteling, ayant suscité très tôt chez lui le désir d'être peintre, van Meegeren s'enthousiasme pour les couleurs utilisées par les peintres de l'Âge d'or des Pays-Bas. Korteling lui enseigne même comment broyer ses propres couleurs à l'ancienne.
Malheureusement, son père ne partage pas la passion pour l'art de son fils et l’envoie étudier l'architecture à la Hogeschool de Delft. Van Meegeren se lasse vite de ces études imposées et commence avec un certain succès une carrière de peintre, en pratiquant au début l'art moderne. Il s’ennuie vite et se sent attiré par les couleurs et les perspectives décadentes de certaines peintures du siècle d'or néerlandais. À ce moment-là, cependant, ce sont les peintres de l'École de la Haye, à laquelle Vincent van Gogh était associé au début de sa carrière, que l'on place le plus haut et qui sont les plus demandés aux Pays-Bas.
Ses débuts en 1913 attirent l'attention. Il reçoit même la médaille d'or du prix quinquennal de la Technische Hogeschool de Delft. Soutenu par sa femme, Anna de Voogt, il organise sa première exposition personnelle à La Haye en 1917, où toutes ses toiles sont vendues. Van Meegeren rencontre et s'éprend à cette occasion de Jo Van Walraven, nom de théâtre de l’épouse du critique Karel Hendrik De Boer, qui a parlé en bien de son exposition.
Il tient une seconde exposition en 1922, qui se révèle cette fois un cuisant échec[réf. souhaitée]. Les critiques d'art dénigrent le travail de van Meegeren comme une imitation qui sent la fatigue, si bien que les galeries et les musées n’achètent plus ses peintures.
Van Meegeren ne reste pas sans se défendre devant ces attaques et étrille les critiques d'art dans un article agressif publié par son magazine De Kemphaan. Les critiques d'art l'ayant attaqué et brisé sa carrière, il subsiste en restaurant des tableaux anciens, qu'il doit parfois repeindre entièrement. Cela lui donne l'idée de fabriquer des faux tableaux de maîtres flamands. Il parvient à copier leur style et leurs couleurs avec une telle perfection que les méthodes d'authentification de l'époque ne permettent pas de déceler la fraude. Après avoir passé six ans à mettre au point ses techniques, il produit ainsi des imitations parfaites de peintures de Frans Hals, Pieter de Hooch, Gerard ter Borch et Johannes Vermeer, dont il vend son premier pastiche en 1934, la Femme lisant de la musique. Les meilleurs critiques d'art et experts de ce temps les considèrent comme des peintures authentiques et quelquefois géniales, à l'exception d'Abraham Bredius qui, s'opposant à Cornelis Hofstede de Groot, décrète que le Lachende Cavalier (« Cavalier riant ») de Frans Hals est un faux.
Fort de ses premiers succès, il quitte sa femme et ses enfants et part avec sa maîtresse Jo Oerlemans sur la Côte d'Azur à Roquebrune, où il installe un atelier pour y produire ses faux. Il se procure des pigments utilisés du temps de Vermeer, y compris des lapis-lazuli qu'il achète à Londres, ainsi que des tableaux sans importance du XVIIe siècle, dont il gratte la couleur pour ne conserver que le support d'époque. Il construit également un four pour y faire sécher ses toiles afin que la couleur et les craquelures les rendent indiscernables d'un tableau ancien.
Dans cette activité particulière, il s'attache principalement à la création de faux Vermeer. Sachant que Vermeer a peint des toiles d'inspiration religieuse durant sa jeunesse, van Meegeren a l'idée de peindre une toile perdue à caractère religieux de Vermeer. Sa toile Les Disciples d'Emmaüs (1937) trompe dans les années 1930 et 1940 les meilleurs experts. Pour y arriver, il achète des bois d'époque, vernit ses toiles et les place dans un four à 100-120 °C pour durcir la peinture, puis les enroule autour d'un bâton pour reproduire des craquelures. Enfin, il remplit les craquelures d'encre noire pour imiter la poussière accumulée. Pour parvenir à ces résultats, il expérimente durant quatre ans afin de tromper les investigations scientifiques. De plus, il utilise la technique des pointillés à laquelle Vermeer recourait surtout dans ses dernières œuvres.
Van Meegeren présente son tableau en 1937. Il se rend chez un avocat à qui il raconte l'histoire d'une vieille famille hollandaise propriétaire d’un château où étaient accrochés bon nombre de tableaux. On lui aurait confié la vente du tableau moyennant commission. L'avocat confie la toile à Abraham Bredius, expert d'art hollandais, qui déclare, après plusieurs jours d'étude, qu'il s'agit d'un authentique Vermeer, peint durant son hypothétique séjour en Italie et dont la production était considérée comme perdue. Son avis prévaut, malgré quelques doutes émis notamment par le galeriste Georges Wildenstein. Par la suite, van Meegeren peint six faux Vermeer et deux Pieter de Hooch, reconnus également comme authentiques.
C'est durant la Seconde Guerre mondiale que van Meegeren connaît l'apogée de sa carrière : ses peintures sont accrochées dans les musées et ses chefs-d'œuvre sont célébrés dans le monde entier. La vente de ses faux est facilitée par l'occupation allemande aux Pays-Bas. De riches Néerlandais, voulant empêcher que les œuvres d'art de leur pays tombent aux mains d'Adolf Hitler et de membres du parti nazi, achètent ses imitations. Un faux « Vermeer », œuvre de Han van Meegeren, Le Christ et la parabole de la femme adultère, se trouve néanmoins en possession d'Hermann Göring, qui a proposé en échange 200 toiles saisies dans les musées de Hollande. Un livre sur Gerard Terborch publié en 1943 porte une dédicace imprimée : « Aan HAN VAN MEEGEREN /Den Kenner en bewonderaar/ van Terborch's edele kunst » (« À Han van Meegeren le connaisseur et admirateur du noble art de van Terborch »).
Après la Seconde Guerre mondiale, les Forces alliées découvrent ce « Vermeer » et son véritable auteur est arrêté pour avoir collaboré avec les Allemands, car on croit réellement qu'il a vendu aux nazis et à Hermann Göring un trésor culturel de son pays. Van Meegeren proteste en faisant remarquer qu'il a plutôt échangé son tableau contre 200 œuvres saisies par les nazis. Mais comme il a cédé ce qu'on croit être un authentique Vermeer et qu'un tel crime est passible de la peine capitale, van Meegeren préfère avouer la falsification et entreprend de se disculper en peignant un autre « Vermeer », Jésus et les Docteurs, dans sa cellule, en présence de six témoins,.
À la suite d'une enquête détaillée, menée par des experts internationaux commissionnés par la cour régionale de justice d'Amsterdam, il est confirmé que la peinture de Göring ne peut pas dater de l'Âge d'or néerlandais et qu'elle est en réalité un faux. Han van Meegeren n’est plus voué aux gémonies comme collaborateur, mais célébré par le public néerlandais comme un escroc subtil, dont les faux ont réussi à duper à la fois les experts et le très détesté Hermann Göring.
La cour régionale de justice d'Amsterdam n'en condamne pas moins Han van Meegeren à la peine minimale (un an de prison), pour faux et tromperie. Van Meegeren ne l'accomplira pas car le 26 novembre 1947, dernier jour pour faire appel de la décision de justice, il est victime d'une crise cardiaque et envoyé à la Valeriuskliniek, un hôpital d'Amsterdam, où il meurt le 30 décembre 1947.

## La critique de Jean Decoen

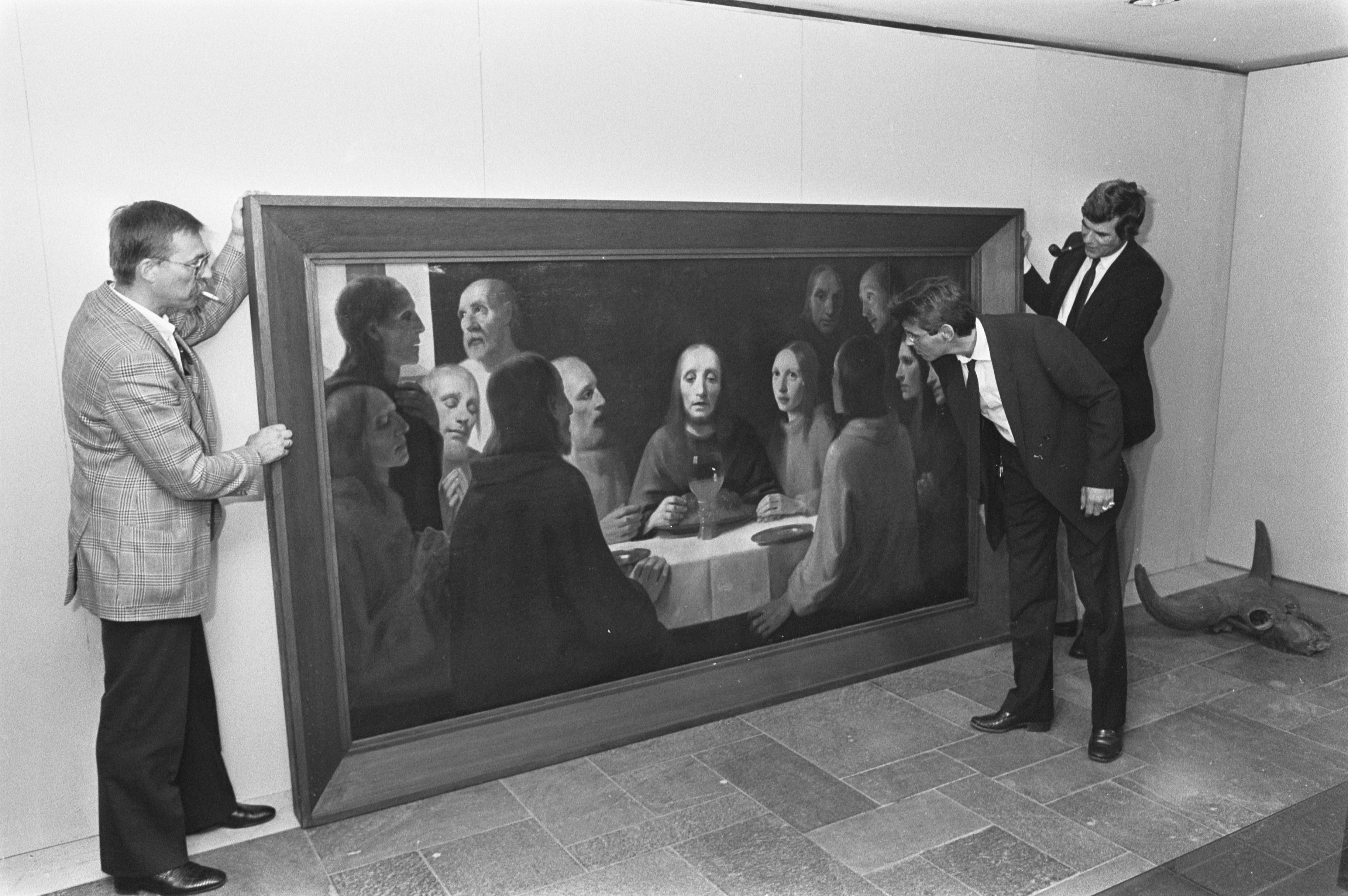
La Dernière Cène peinte par Han van Meegeren.

Dans un livre de 1951 Jean Decoen, expert et restaurateur d'art de Bruxelles, fait savoir qu'il croit que deux des peintures attribuées à van Megeeren, Les Disciples d'Emmaüs et La Dernière Cène, sont d’authentiques Vermeer. Il avance que les conclusions de l'équipe du Dr Paul Coremans, directeur de l'Institut royal du patrimoine artistique à Bruxelles, sont erronées et que les peintures doivent subir un nouvel examen,.
Daniël George van Beuningen, un armateur qui avait acheté La Dernière Cène et d'autres peintures, exige que le Dr Paul Coremans admette publiquement qu'il s’est trompé dans son analyse des tableaux de van Megeeren. Devant son refus, il l’attaque en justice, affirmant que l’appréciation injuste de La Dernière Cène a diminué la valeur de son « Vermeer » et réclame une indemnité de 500 000 £ (10 millions de dollars américains actuels). Fixé initialement au 2 juin 1955, le jugement est retardé en raison de la mort de van Beuningen le 29 mai 1955. Sept mois plus tard, le tribunal entend les arguments de ses héritiers, mais tranche en faveur de Paul Coremans et les conclusions de la commission sont confirmées.

## Recherches ultérieures
En 1967, l'Artists Material Center de l'université Carnegie-Mellon de Pittsburgh examine plusieurs des « Vermeer » figurant dans ses collections. Mené sous la direction de Robert Feller et de Bernard Keisch, l'examen confirme qu'un certain nombre de ces peintures ont en fait été réalisées à l'aide de matériaux inventés au XXe siècle. On en conclut que ce sont des faux, dus à van Meegeren, ce qui confirme les conclusions de la commission Paul Coremans de 1946 et invalide celles de Jean Decoen. Voici résumés ci-dessous les résultats des tests obtenus par l'équipe de Carnegie Mellon.
Han van Meegeren savait qu’à l’époque de Vermeer on utilisait de la céruse, mais évidemment il avait bien été obligé de se procurer de la céruse moderne, très différente de celle du XVIIe siècle. À l'époque de Vermeer, le plomb utilisé aux Pays-Bas était extrait de gisements locaux, mais à partir du XIXe siècle, on l'a importé d'Australie et des Amériques, et il différait de la céruse utilisée par Vermeer à la fois dans la composition isotopique du plomb et dans la teneur en oligo-éléments contenus dans les minerais. La céruse des Pays-Bas était extraite à partir de minerais contenant des niveaux élevés d'oligo-éléments comme l'argent et l'antimoine, alors que la céruse moderne dont se servait van Meegeren ne contenait ni argent, ni antimoine, du fait que ces éléments sont séparés du plomb au cours du processus moderne de fusion.
Les faux dans lesquels on a utilisé du plomb moderne ou de la céruse moderne peuvent être reconnus à l'aide d'une technique appelée Datation Pb (plomb)-210. Le Pb-210 est un élément radioactif naturel, qui appartient à la chaîne de désintégration de l'uranium 238, et a une demi-vie de 22,3 ans. Pour déterminer la quantité de Pb-210, on mesure la radioactivité α émise par un autre élément, le polonium-210 (Po-210). De cette façon, il est possible d'estimer l'âge d'un tableau, avec une approximation de quelques années, par extrapolation de la teneur en Pb-210 présent dans la peinture utilisée pour créer le tableau,.
La céruse dans la peinture Les Pèlerins d'Emmaüs avait des valeurs de polonium-210 de 8,5 ± 1,4 et des valeurs de radium-226 (partie des séries de la désintégration radioactive de l'uranium-238) de 0,8 ± 0,3. En revanche, la céruse trouvée dans les peintures hollandaises réalisées entre 1600 et 1660 avait des valeurs en polonium-210 de 0,23 ± 0,27 et des valeurs en radium-226 de 0,40 ± 0,47.
En 1977, une autre enquête est menée par les laboratoires de police judiciaire des Pays-Bas, qui utilisent les techniques les plus modernes, parmi lesquelles la chromatographie en phase gazeuse, afin de confirmer officiellement l'origine de six contrefaçons de van Meegeren, y compris Les Pèlerins d'Emmaüs et La Dernière Cène dont on affirmait qu'il s'agissait d'authentiques Vermeer. Les conclusions de la commission de 1946 sont une nouvelle fois confirmées par la justice néerlandaise.
En 1998, la chaîne câblée A&E diffuse un programme intitulé Scams, Schemes & Scoundrels (« Escroqueries, complots et gredins ») où l'on s’intéresse à la vie et aux contrefaçons artistiques de van Meegeren, dont beaucoup ont été confisquées en tant que fruits des pillages nazis. Le programme est présenté par un sceptique, James Randi, et présente également les histoires de Victor Lustig et de Soapy Smith.
En juillet 2011, le programme télévisé de la BBC Fake or Fortune se penche sur une copie de L'Entremetteuse de Dirck van Baburen qui appartient à l'Institut Courtauld. Les avis sont partagés sur la question  de savoir s'il s’agit d'un travail en atelier du XVIIe siècle ou d'une contrefaçon de van Meegeren. L'analyse chimique de la peinture montre qu'elle contient de la bakélite et confirme par là que le tableau est un faux du XXe siècle.

## Postérité
Van Meegeren a joué plusieurs rôles et, dans certains, il avait l'intention de tromper les gens, comme lorsqu'il a cherché à berner ses détracteurs. Dès le début, il est possible que son père ait pressenti la voie qu'il prendrait puisqu'il lui dit un jour : « Tu es un tricheur et tu le seras toujours. » D'un autre côté, ses frères et ses sœurs voyaient en lui quelqu'un de loyal, de généreux et d'affectueux, et il a toujours aimé ses enfants et cherché à leur rendre service. À la question : « quel était son caractère ? », il est donc impossible de répondre de façon brutale. En effet, des travaux récents remettent en question bon nombre des hypothèses existantes sur van Meegeren et sur les motivations de sa carrière de faussaire. Avec lui, tout était à double face et son caractère se présente sous forme de fragments plutôt que comme un tout.
Après sa libération, il continua à peindre, en signant ses œuvres de son propre nom. Sa popularité toute nouvelle lui garantissait une vente rapide de ses nouvelles peintures, souvent à des prix plusieurs fois plus élevés qu'avant d'avoir été démasqué comme faussaire. Van Meegeren assura également aux médias qu'il « avait reçu une offre d'une galerie de Manhattan pour venir aux États-Unis et y peindre des portraits à la manière du XVIIe siècle à 6 000 $ pièce ».
Un sondage d'opinion réalisé aux Pays-Bas en octobre 1947 plaçait Han van Meegeren à la deuxième place en popularité dans le pays, seul le Premier ministre le devançant. Les Néerlandais voyaient en lui un escroc rusé, qui avait trompé avec succès les spécialistes de l'art hollandais et, ce qui était plus important encore, Hermann Göring lui-même. En fait, selon un récit contemporain, quand Göring apprit que son « Vermeer » était en réalité un faux, « il fit une tête comme s'il découvrait pour la première fois qu'il y avait du mal dans le monde ». Han van Meegeren restera l'un des faussaires artistiques les plus ingénieux du XXe siècle. Après son procès, le peintre a cependant déclaré : « Mon triomphe comme faussaire, c'était mon échec comme artiste créateur. »
Une contrepartie positive est que la duperie de van Meegeren a fait progresser l'expertise des œuvres d'art, devenue multidisciplinaire et scientifique.

## Liste non exhaustive de ses pastiches

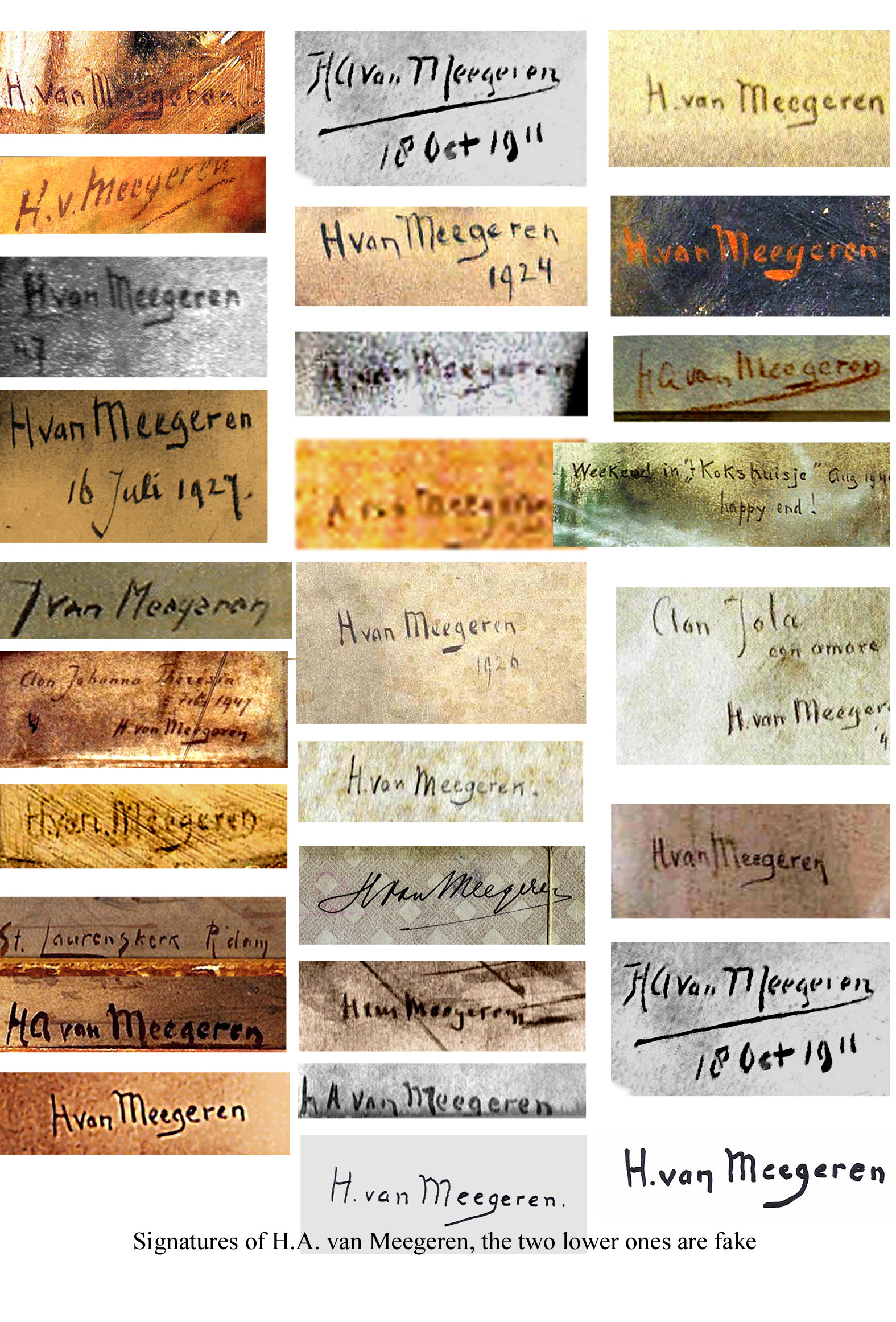
Collection de vraies et de fausses signatures de van Meegeren.

1. Les Disciples d’Emmaüs (« Vermeer »)
2. La Tête du Christ (« Vermeer »)
3. Le Dernier Souper, 1re version (« Vermeer »)
4. Le Dernier Souper, 2e version (« Vermeer »)
5. La Bénédiction de Jacob (« Vermeer »)
6. La Femme prise en faute (« Vermeer »)
7. Le Lavement de pieds (« Vermeer »)
8. Le Couple à l'épinette (« Vermeer »)
9. Les Joueurs de cartes (« Pieter de Hoogh »)
10. Les Buveurs de bière (« Pieter de Hoogh »)
11. Femme lisant de la musique (« Vermeer »)
12. Femme jouant de la musique (« Vermeer »)
13. Portrait (« Terborgh »)
14. Femme sous l'emprise de l'alcool (« Frans Hals »)
15. Jésus parmi les docteurs (« Vermeer »)

## Han van Meegeren dans la culture

### Cinéma et télévision
- Le Génie du faux (1985, France, 4 × 1 h), mini-série réalisée par Stéphane Kurc, d'après le roman de Philippe Madral
- Le Dernier Vermeer (The Last Vermeer, 2019, États-Unis, 1 h 58 min), film réalisé par Dan Friedkin, d'après le livre de Jonathan Lopez.
- Le Faussaire de Vermeer (2017, France, 53 min), documentaire réalisé par Frédéric Tonolli[26]